# Delta Rhythm Boys

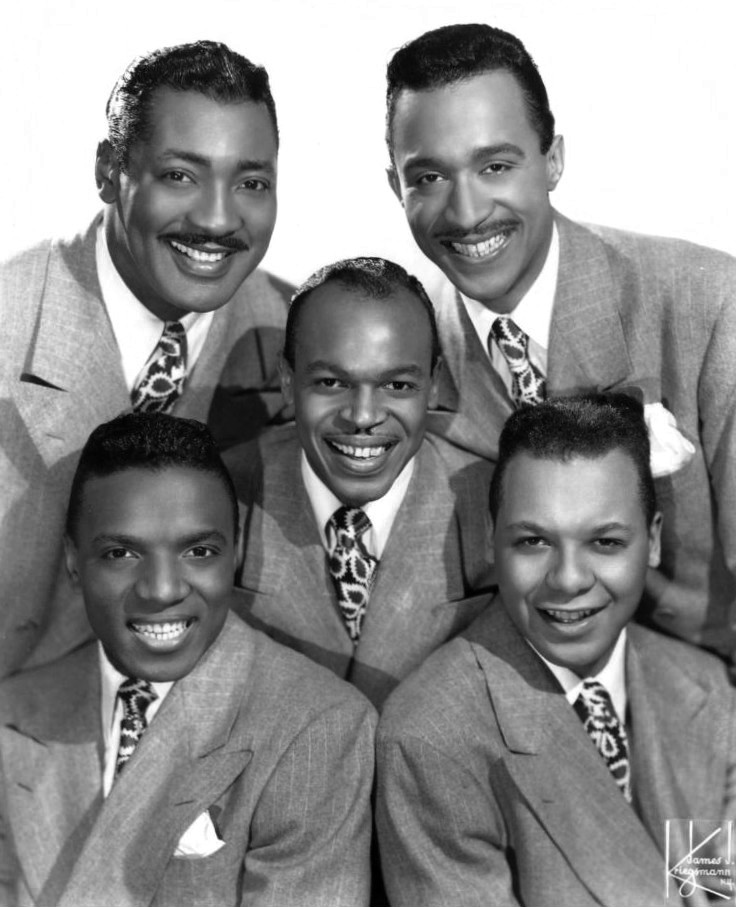
Delta Rhythm Boys.

Delta Rhythm Boys var en amerikansk sånggrupp bildad 1934 på Langston-Universitetet, Oklahoma.
Gruppen gästade flera gånger Sverige och sjöng in flera svenska sånger på skiva.
1960 dog Kelsey Pharr i Honolulu. Carl Jones ersattes av Herb Coleman och Kelsey Pharr ersattes av Hugh Bryant.
1974 blev Herb Coleman skjuten i Paris och dog i Lee Gaines famn.
1975 dog ursprungliga DRB-medlemmen Traverse Crawford.
1987 dog Lee Gaines i cancer i Helsingfors. Vid Gaines begravning, kollapsade Hugh Bryant när han uppträdde och dog av en förmodad hjärtattack.
- "Flickorna i Småland"
- "Tre trallande jäntor"
- "En röd liten stuga"
- "Flottarkärlek"

## Originalbesättningen
- Bas: Lee Gaines
- Baryton: Kelsey Pharr
- Första tenor: Carl Jones
- Andra tenor: Traverse Crawford
- Pianist/arrangör: René de Knight.